# Rio Tibiriçá
Rio Tibiriçá är ett vattendrag i Brasilien.   Det ligger i delstaten São Paulo, i den södra delen av landet, 700 km söder om huvudstaden Brasília.
Omgivningarna runt Rio Tibiriçá är huvudsakligen savann. Runt Rio Tibiriçá är det mycket glesbefolkat, med 6 invånare per kvadratkilometer.